# SIX Financial Information
SIX Financial Information mit Sitz in Zürich ist ein Schweizer Finanzdatenanbieter und eine Geschäftseinheit der SIX Group. Diese ist auf die Beschaffung, Aufbereitung und Verbreitung internationaler Finanzinformationen spezialisiert. SIX Financial Information verfügt über Geschäftsstellen in 19 Ländern.
SIX Financial Information bezieht ihre Daten in Echtzeit von mehr als 1800 Quellen weltweit und deckt die wichtigsten internationalen Börsen ab. Die Datenbank umfasst Informationen zu Kapitalmassnahmen (Corporate Actions), Bewertungen sowie Referenz- und Marktdaten für rund 30 Millionen Finanzinstrumente.

## Geschichte
SIX Financial Information wurde 1930 als Ticker AG in Zürich gegründet. Das Unternehmen begann noch im gleichen Jahr mit der Verbreitung der Kurse der Zürcher Effektenbörse.
2008 führte der Zusammenschluss der Telekurs-Gruppe mit der Schweizer Börse Swiss Exchange und SEGA Intersettle zur Gründung der SIX Group als Betreiberin der schweizerischen Finanzplatzinfrastruktur. Im Zuge der Fusion wurde Telekurs Financial in SIX Telekurs umbenannt und bildet heute das Geschäftsfeld Finanzinformationen der SIX Group.
Im Zuge der Vereinfachung der Markenstruktur von SIX Group heisst SIX Telekurs per 23. April 2012 neu "SIX Financial Information".
| Jahr | Ereignis                                                                                       |
| ---- | ---------------------------------------------------------------------------------------------- |
| 1930 | Gründung der Ticker AG durch Schweizer Banken.                                                 |
| 1961 | Entwicklung des ersten „Börsenfernsehens“ in der Schweiz. Aus der Ticker AG wird die Telekurs. |
| 1975 | Lancierung von Investdata, dem ersten Finanzinformationsdisplay in der Schweiz.                |
| 1990 | Internationale Expansion.                                                                      |
| 1996 | Neue Holdingstruktur. Erweiterung der Produktpalette.                                          |
| 2007 | Akquisition des Finanzinformationsbereichs der französischen Fininfo-Gruppe.                   |
| 2008 | Telekurs, SWX und SIS fusionieren zur SIX Group.                                               |
| 2012 | SIX Telekurs wird zu SIX Financial Information.                                                |

## Geschäftsfelder
Der Geschäftsbereich SIX Financial Information ist in verschiedene Kategorien unterteilt:

### Referenzdaten und Kursdaten
SIX Financial Information sammelt, standardisiert und veredelt Referenzdaten und beschreibende Informationen sowie Kapitalmassnahmen (Corporate Actions) von über 30 Mio. Finanzinstrumenten weltweit von rund 1800 Handelsplätzen und Datenlieferanten. Dabei deckt SIX alle gängigen Assetklassen wie Aktien, Anleihen, ETF, Funds oder Kryptowährungen ab.
Die Marktdatenprodukte von SIX Financial Information werden in Real-time oder verzögert angeboten. Die Dienstleistungen reichen von Bewertungen, Kursdaten und Marktdaten-Feeds in Echtzeit bis zu Backoffice-Dienste.

### ESG-Daten
SIX bietet diverse ESG-Daten und Dienstleistungen an, um Kunden dabei zu unterstützen, regulatorische Anforderungen zu erfüllen. Zusätzlich agiert SIX Financial Information als Aggregator verschiedener ESG Datensätze anderer Anbieter.
Ausserdem bietet SIX ESG Indices in den Assetklassen Aktien sowie Anleihen an.

### Regulatorische Services
Zur Einhaltung gesetzlicher Vorschriften bietet SIX Compliance-Daten und -Dienstleistungen zur Einhaltung regulatorischer und steuerrechtlicher Anforderungen. Diese umfassen zum Beispiel EU-Richtlinie zur Besteuerung von Zinserträgen, EU-Finanztransaktionssteuer, Abgeltungssteuer sowie weitere wie SEC-Vorschrift 22c-2, Finanzmarktrichtlinie (MiFID) und UCITS III und IV. Diese Daten sind über verschiedene Lieferwege zu beziehen, so zum Beispiel via Valordata Feed (VDF).

### Display und Datenlieferung
Display-Produkte von SIX Financial Information ermöglichen einen einfachen Zugriff auf die gesamte Datenpalette des Unternehmens. Diese bieten Zugang zu Notierungen, Listen, Charts, Nachrichten und Stammdaten von Unternehmen und werden  von Kunden in Front-, Middle- und Backoffice genutzt.

### Indizes
SIX bietet Indizes für verschiedene Assetklassen (Aktien, Anleihen, Krypto) und geografische Regionen (Schweiz, Spanien, Nordics) an. Darunter die bekannten Benchmarks SMI für den Schweizer Aktienmarkt, IBEX35 für den spanischen Aktienmarkt oder SIX30 für den schwedischen Aktienmarkt. Im Jahr 2024 hat SIX zudem eine Reihe globaler Aktienindizes auf den Markt gebracht. 

## Standards
SIX Financial Information beteiligt sich bei den internationalen Normierungsorganisationen, um einschlägige Normen zu definieren und einzuführen, mit denen Straight-Through-Processing gefördert wird. Die SIX Financial Information ist die offizielle National numbering agency (NNA) in der Schweiz, Liechtenstein und Belgien und in dieser Funktion für die Ausgabe von Valoren- und ISIN-Nummern verantwortlich. Darüber hinaus ist das Unternehmen Gründungsmitglied der ANNA und Kooperationspartner des Service Bureau. SIX Financial Information ist zudem Mitglied der Internationalen Organisation für Standardisierung (ISO), der FISD und weiterer Arbeitsgruppen. SIX ist SWIFT zertifizierter Verteiler von Corporate Actions-Meldungen gemäss ISO-Norm 15022.

## Fehlerhafter Wechselkurs
Am 1. Januar 2019 wurden Finanzportale wie cash.ch mit einem überhöhten Wechselkurs für den Euro gegenüber dem Schweizer Franken beliefert. Der Fehler konnte noch am selben Tag behoben werden, wie ein Sprecher von SIX gegenüber dem Blick vermelden liess.